# 7e bataillon de chasseurs alpins
Le 7e bataillon de chasseurs alpins, surnommé le « 7 », est une unité d’élite d'infanterie de l'armée française spécialisée dans le combat en montagne. Basé à Bourg Saint Maurice, puis à Varces-Allières-et-Risset, il fait partie de la 27e brigade d'infanterie de montagne.

## Historique

### Création et premières campagnes
Le « 7 » fait partie des dix premiers bataillons de chasseurs à pied créés en 1840, au camp d'Helfaut, près de Saint-Omer, par Ferdinand-Philippe d'Orléans, fils du roi Louis-Philippe Ier. Lors des premières années de son existence, le bataillon est basé successivement à Saint-Omer, Strasbourg, Besançon, Metz, Paris et Aix-en-Provence.
En 1842, comme tous les autres bataillons, il prend l'appellation de « bataillon de chasseurs d'Orléans » en hommage à son créateur mort accidentellement,. Cette dénomination est abandonnée en 1848 à la suite du retour de la République en France, le terme « d'Orléans » étant jugé trop royaliste.
En 1850, le régiment est en garnison à Paris, son dépôt est à Douai.
En 1851, le bataillon se rend à Rome où il séjourne dix-huit mois en renforcement du corps expéditionnaire de la Méditerranée que Louis-Napoléon Bonaparte avait envoyé en 1849 en protection du pape Pie IX menacé par les débuts du Risorgimento.
De 1853 à 1855, il participe à la campagne d'Algérie. À l'issue de ses combats en Algérie, le « 7 » n'a pas l'occasion de rentrer immédiatement en France. Il est en effet envoyé en Crimée de 1855 à 1856. Il participe alors à la bataille de Sébastopol et gagne la première décoration de son fanion.
De retour en France, le bataillon stationne à Vincennes puis retourne à Strasbourg et Besançon.
En 1862, il est appelé à faire campagne au Mexique où il combat pendant cinq ans. Les hauts faits d'armes de ses vingt premières années lui valent les paroles actuelles de son refrain :
Bataillon, bataillon, bataillon de fer,
Bataillon, bataillon, bataillon d'acier.

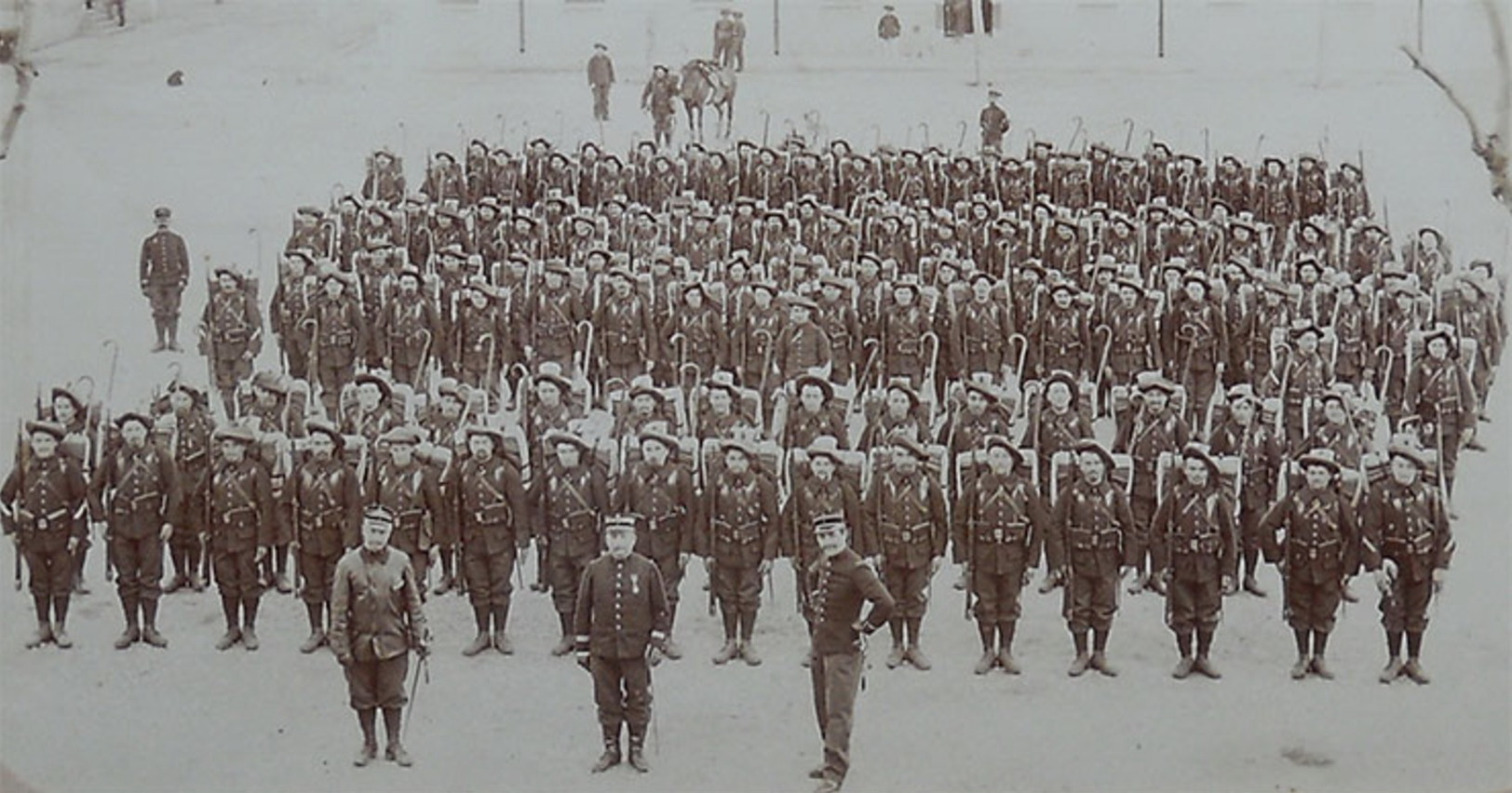
Le 7e BCAP à Antibes, photographié par Jules David en 1902

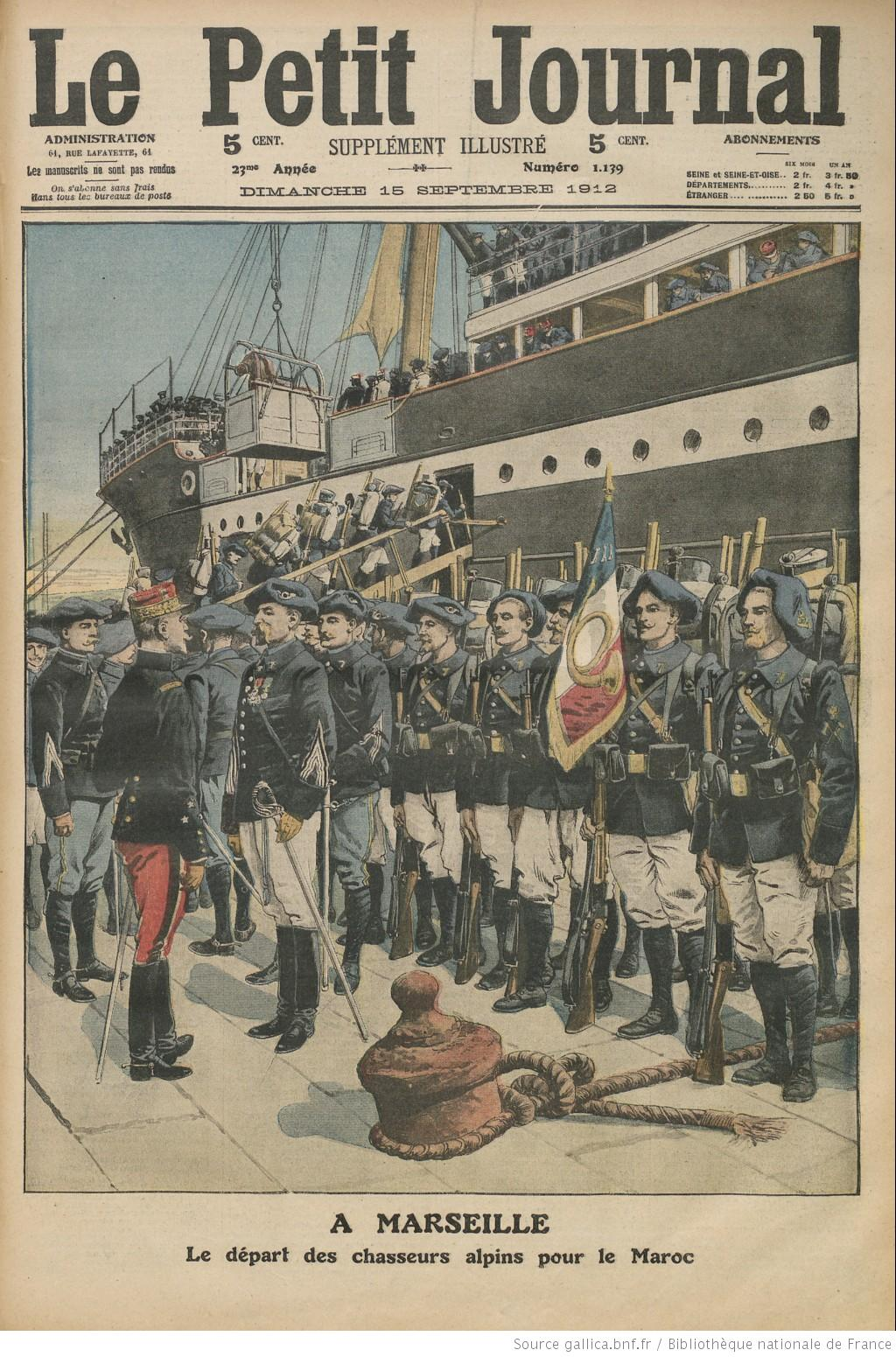
L'embarquement du 7e BCAP pour le Maroc vu par Le Petit Journal.

À l'issue de son séjour en Amérique centrale, le bataillon s'installe à Toulouse puis rejoint à nouveau Vincennes. C'est là qu'en 1870, il est mobilisé pour la guerre de 1870 au cours de laquelle il s'illustre lors des batailles de Borny-Colombey et de Saint-Privat ainsi que pendant le siège de Metz,. De 1871 à 1881, dans les garnisons de Marseille, d'Ajaccio et de Digne-les-Bains, le « 7 » connaît une période d'accalmie avant de participer à la conquête de la Tunisie. En 1888, il est l'un des douze bataillons choisis pour se spécialiser dans le combat en montagne. Il prend alors l'appellation de « 7e bataillon alpin de chasseurs à pied ». Il passe ses premières années d'alpin dans les garnisons de Nice et Antibes d'où il rejoint chaque été les terrains de manœuvre en montagne à la marche.
En 1913, le « 7 » prend part à la campagne du Maroc au cours de laquelle il a l'occasion de combattre sous les ordres du général Lyautey. À son retour en France, le bataillon s'installe à Draguignan, dans le département du Var.

### Première Guerre mondiale
Affecté au 14e corps d'armée, le 7e bataillon est envoyé en Alsace où il connait ses premiers combats entre le col du Bonhomme et le col de Saales. Il libère la ville de Sainte-Marie-aux-Mines. À la fin de l'année 1914, il est engagé dans la course à la mer et se retrouve dans la Somme puis en Belgique à Poperinghe et à Ypres,. De retour dans les Vosges de janvier 1915 à juin 1916, il s'illustre lors de la prise de l'Hartmannswillerkopf puis lors du combat de l'Hilsenfirst où la 6e compagnie « fait Sidi-Brahim » sous le commandement du capitaine Manhès et enfin dans la bataille du Linge,. Dans le courant de l'année 1916, les « bataillons alpins de chasseurs à pied » deviennent « bataillons de chasseurs alpins ». D'août 1916 à septembre 1917, le « 7 » participe à la bataille de la Somme puis à celle du Chemin des Dames. L'hiver 1917-1918 se déroule sur le front italien où le bataillon renforce l'armée italienne contre l'Empire austro-hongrois. Après un bref retour en Belgique au printemps, il combat en Champagne puis est de l'offensive finale à partir du mois d'août 1918 jusqu'au 11 novembre où il apprend la nouvelle de l'armistice dans le village d'Étrœungt dans le département du Nord. Au prix d'environ 1 300 morts sur la totalité de la guerre, le « 7 » dans son ensemble et certaines compagnies en particulier reçoivent six citations à l'ordre de l'armée, une à l'ordre du corps d'armée, trois à l'ordre de la division et une à l'ordre de la brigade,. Ses actions valent au bataillon d'être décoré de la croix de guerre 1914-1918 et de recevoir le droit de porter la fourragère aux couleurs de cette même croix,.

### Entre-deux-guerres

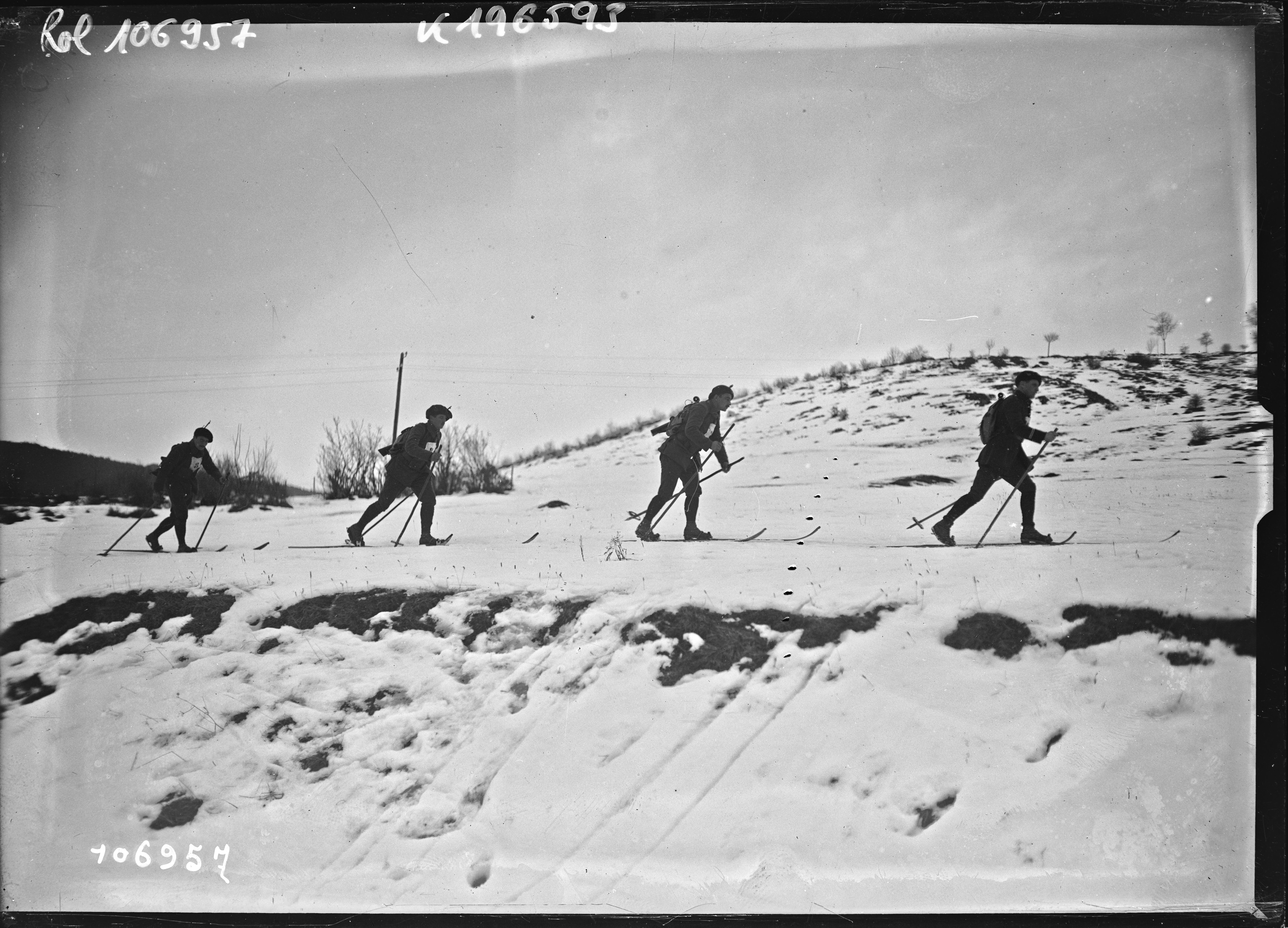
Chasseurs du 7e BCA lors d'une course à ski à Pontarlier le 29 1 1926.

Après la guerre, le bataillon est envoyé en Rhénanie où il stationne pendant un an avant de partir en Haute-Silésie jusqu'en 1922. À son retour de Pologne, le lieu de sa garnison devient Albertville dans le département de la Savoie où il reste seulement cinq mois. En effet, en 1923, il fait partie des troupes envoyées par la France pour occuper la Rhur en représailles des retards de paiement des indemnités de guerre imposées à l'Allemagne par le traité de Versailles. Le « 7 » revient à Albertville en décembre 1923 pour dix-neuf mois. En juillet 1925, une révolte en Tunisie provoque l'envoi de troupes dont le bataillon fait partie. Il reste sur place jusqu'en novembre de la même année, date à laquelle il « repose ses valises » à Albertville, cette fois pour longtemps. En effet, après de nombreuses années de campagnes et de combats, le bataillon va enfin profiter d'une longue période d'accalmie. Reprenant contact avec la montagne, il s'instruit sur les nouveaux matériels, techniques et savoir-faire apparus depuis et participe chaque année à de grandes manœuvres régionales.

### Seconde Guerre mondiale

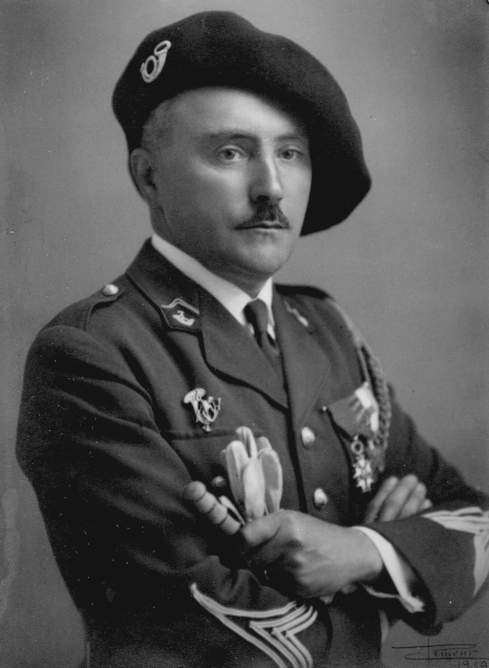
Le commandant Soutiras.

Au printemps 1939, le bataillon prépare la défense de son secteur face à une éventuelle invasion italienne. Mais lorsque survient la déclaration de guerre il est envoyé en Alsace où il connaît la drôle de guerre,. Mais au mois de mai 1940, au sein de la 28e division d'infanterie alpine, il doit faire face à l'invasion allemande. Déployé le long de l'Aisne, le « 7 » est chargé d'y protéger les points de passage. Le 5 juin, les Allemands déclenchent la bataille de l'Ailette. Faisant partie des éléments chargés de la contre-attaque, le bataillon se déplace à Pinon. Mais l'attaque de la Wehrmacht est terrible et le bataillon est encerclé et subit de lourdes pertes. Comme sur l'Hilsenfirt en 1916, plusieurs compagnies « font Sidi-Brahim ». Le commandant Soutiras, chef de corps, parvient à faire décrocher ses hommes et à organiser un repli quelques kilomètres en arrière. Mais ils sont rattrapés et à nouveau encerclés. Après de nouveaux combats, les quelques survivants sont capturés. Le commandant Soutiras est tué en tentant de s'évader,. Le général Strauß, commandant les troupes allemandes, est impressionné par le comportement des chasseurs alpins au combat et rend les honneurs militaires aux survivants,. Cependant, la section d'éclaireurs-skieurs du bataillon qui est restée dans les Alpes continue à se battre. Elle est chargée d'empêcher le passage des Italiens au niveau du col de la Seigne. Aux côtés de sections d'éclaireurs-skieurs, d'autres bataillons de chasseurs et des bataillons alpins de forteresse, elle parvient à repousser les avances ennemies jusqu'à la fin du mois de juin,. Après l'armistice, malgré l'arrivée d'hommes en provenance des 70e et 80e bataillons alpins de forteresse récemment dissous, le « 7 » ne compte plus assez d'effectif et disparaît à son tour,.
Dès la fin des combats de 1940, la résistance commence à s'organiser. Dans le Beaufortain et en Tarentaise des anciens du 7e BCA, des 70e et 80e BAF et d'autres bataillons alpins s'organisent en maquis,. Les adjudants-chefs Goetz et Bonvin, survivants de Pinon prennent en charge le secteur de Tarentaise, pendant que le lieutenant Bulle, ancien des bataillons de forteresse et commandant la 1re compagnie du « 7 » au moment de l'armistice, se charge du secteur du Beaufortain,. Après d'importants parachutages à La Plagne et sur le col des Saisies, les deux maquis fusionnent et réalisent la libération de la Tarentaise et d'Albertville,. Prenant l'appellation de « bataillon Bulle », l'unité entreprend la conquête du col du Petit-Saint-Bernard,. En janvier 1945, le 7e bataillon de chasseurs alpins est officiellement recréé sur la base du « bataillon Bulle »,. Au printemps, après d'importants combats sur les abords du Petit-Saint-Bernard en compagnie du 13e BCA, le « 7 » parvient à s'emparer du col et à occuper le Val d'Aoste,. Le 25 juin, le bataillon se réinstalle en vainqueur dans son ancienne garnison d'Albertville mais se prépare déjà à son prochain départ.
En septembre il est envoyé en Autriche qui, à l'instar de l'Allemagne est divisée en zones d'occupation américaine, française, britannique et soviétique,. Peu après, le 7e BCA est à nouveau dissous avant de renaître en 1948. Quelques semaines avant la cérémonie de reconstitution du bataillon, les hommes de sa section d'éclaireurs-skieurs avaient terminé 5e à l'épreuve de patrouille militaire (ancêtre du biathlon) aux Jeux olympiques d'hiver de 1948 à Saint-Moritz. Pendant presque dix ans, les hommes du bataillon profitent du calme de leur séjour autrichien pour se perfectionner aux techniques alpines. En novembre 1953, le bataillon retrouve les lieux qu'il avait libérés quelques années auparavant. Il s'installe en effet à Bourg-Saint-Maurice, dans un quartier qui a pris le nom d'une de ses figures emblématiques : le « quartier Bulle »,. Mais une fois encore le répit est de courte durée. Deux ans après son installation, une nouvelle guerre le rattrape.

### Guerre d'Algérie
Dès le mois de novembre 1954, des éléments du 7e BCA participent à la guerre d'Algérie. En effet, une compagnie est envoyée en renfort du 6e BCA. C'est en septembre de l'année suivante que le bataillon au complet débarque en Kabylie. Présent pendant tout le reste du conflit, le « 7 » est chargé de pacifier son secteur par des actions militaires directes sur les éléments de la rébellion mais aussi en encadrant les villages ralliés aux français. Il participe donc à la construction d'infrastructures (routes, écoles, puits, etc.), à l'éducation et à la santé de la population algérienne. Certains combats se montrent cependant intenses et au cours de cette période, le bataillon perd deux de ses figures emblématiques : l'adjudant-chef Gibello, chef de la section d'éclaireurs-skieurs et ancien de la libération de la Tarentaise, et surtout le sous-lieutenant François d'Orléans. Descendant du créateur des chasseurs à pied, il perpétuait la tradition des hommes de sa famille de faire son service militaire au sein d'un « bataillon de chasseurs d'Orléans ». Les accords d'Évian, le 19 mars 1962, marquent la fin de la guerre mais le bataillon doit constituer une unité de la force locale  450 UFO  (15 avril 1962, à la Suite du cessez-le-feu du 19 mars 1962 en Algérie, le 7e BCA crée, comme 91 autres régiments, les 114 unités de la Force Locale (Accords d'Evian du 18 mars 1962). Le 7°BCA forme une unité de la Force locale de l'ordre Algérienne, la 450° UFL-UFO, composés de 10 % de militaires métropolitains et de 90 % de militaires musulmans, qui pendant la période transitoire devaient être au service de l'exécutif provisoire algérien, jusqu'à l'indépendance de l'Algérie.
Ce régiment  doit attendre encore quelques mois avant de rentrer en France. Le 8 décembre, il arrive à Bourg-Saint Maurice et retrouve les murs du quartier Bulle pour longtemps.

### De 1962 à nos jours
À son retour en Tarentaise, le 7e BCA ne fait pas partie des unités prévues pour agir en première ligne en cas de conflit. De ce fait, la modernisation des équipements d'infanterie tarde à se faire et les mulets chers aux unités alpines restent encore longtemps des compagnons privilégiés. Les montagnards du « 7 » occupent les années qui suivent la guerre d'Algérie à acquérir un niveau d'excellence dans leur pratique de la montagne. Multipliant les exploits sportifs, ils ouvrent de nombreuses voies sur les sommets locaux, multiplient les raids en autonomie complète, participent à de nombreuses manœuvres alpines ainsi qu'à diverses compétitions sportives. Le bataillon devient un acteur majeur de la localité de Bourg-Saint Maurice et de la Tarentaise et apporte régulièrement son aide lors d’événements divers, culturels, sportifs, mais également lors d’incidents graves comme lorsqu'il participe aux secours à la suite de l'avalanche de 1970 à Val-d'Isère.
Dans les années 1970, une réorganisation des missions des armées permet au « 7 » d'intégrer des opérations de sécurité civile dépassant le cadre alpin. Ainsi, en 1978, il participe au tout premier Plan Polmar consécutif au naufrage de l'Amoco Cadiz (mission qu'il réitère dans les années 2000 après le naufrage du Prestige). Depuis 1979, et encore de nos jours, certains de ses éléments participent également régulièrement à la surveillance des feux de forêt ans le Sud de la France, dans le cadre de l'opération Héphaïstos. En 1983, la 27e division alpine à laquelle appartient le « 7 » est intégrée à la force d'action rapide, ce qui inaugure une période comportant des opérations extérieures. La même année, le « 7 » part au Liban dans le cadre de la mission FINUL (il y retourne ensuite en 1985, 1990, 1993 et 2006, cette dernière fois lors de l'opération Baliste),. En 1991, l'opération Libage l'envoie au Kurdistan pour une mission humanitaire auprès des réfugiés fuyant la guerre du Golfe.

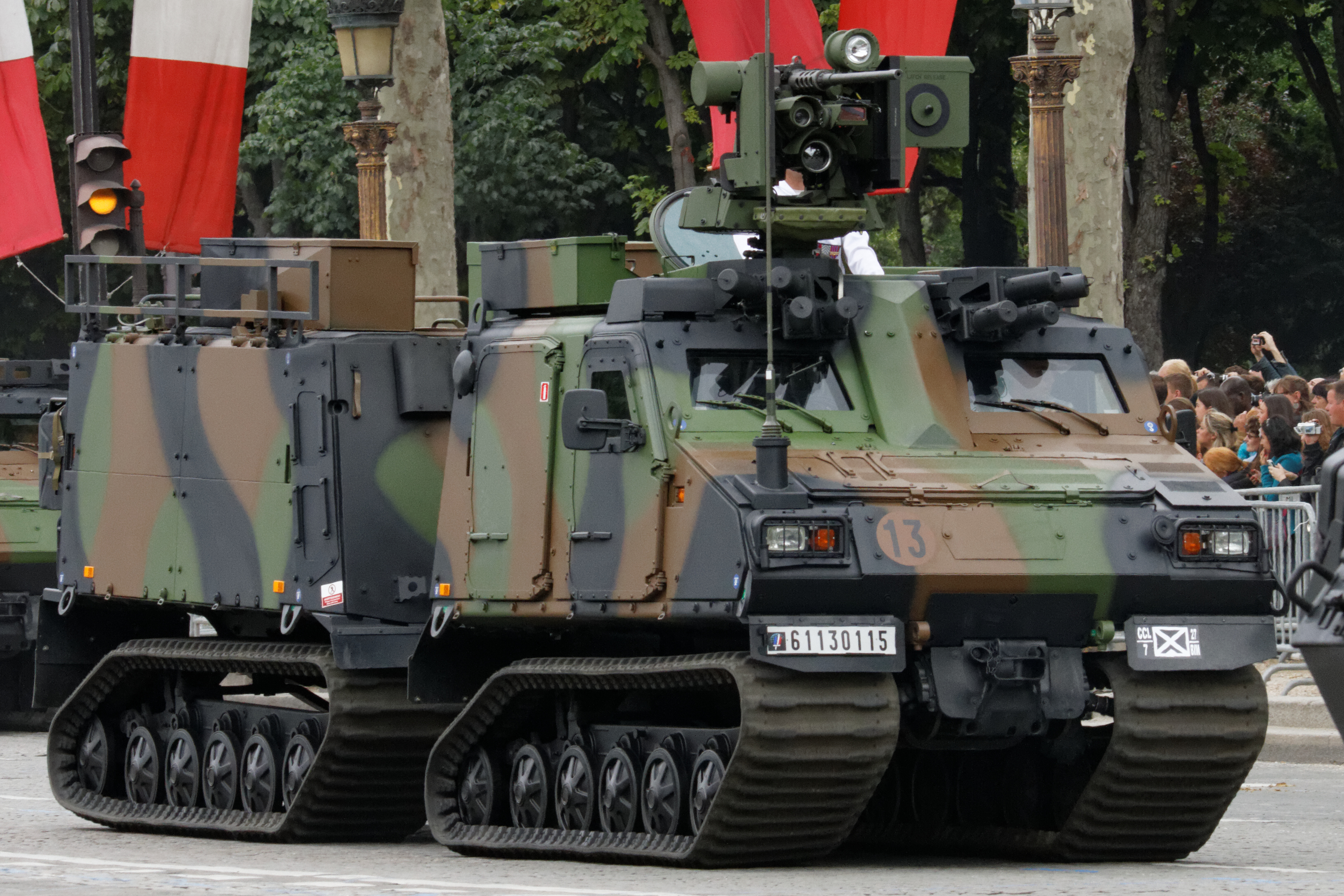
Le 14 juillet 2014, le 7 défile sur les Champs-Élysées à bord de ses véhicules de montagne blindés.

En 1992, une tout autre opération attend le 7e BCA : Albertville a été choisie pour accueillir les Jeux olympiques d'hiver. Après avoir été participant en 1948, le bataillon va cette fois faire profiter le comité d'organisation de son expertise en matière de sécurité, de transmissions et de maintenance des installations. Des unités du « 7 » secondent notamment la police et la gendarmerie dans la sécurisation des installations sportives. Mais l'action la plus importante du bataillon dans ces Jeux est l'organisation de l'épreuve olympique de biathlon. Celle-ci a en effet été planifiée par un officier du bataillon, par ailleurs arbitre international dans le même sport, secondé par trois sous-officiers dont un maître-armurier. Le parcours a été tracé et mis en place par une cinquantaine de chasseurs. Huit hommes des 7e et 13e BCA ont en outre l'honneur de porter le drapeau olympique lors de la cérémonie d'ouverture.
En hiver 1992-1993, quelques éléments du bataillon sont en Somalie. Le « 7 » envoie également ses chasseurs en ex-Yougoslavie (Croatie en 1993, Bosnie-Herzégovine en 1994 et 1998, Kosovo en 2001 et 2005). Les années 2000 sont principalement africaines avec des déploiements au Tchad, en Côte d'Ivoire et en Centrafrique. Mais cette période est particulièrement marquée par l'intervention en Afghanistan où le bataillon se rend en 2002 et 2010 dans le cadre de l'opération Pamir. Ses actions lors de ce déploiement lui valent la croix de la Valeur militaire avec une palme, dernière décoration en date à être portée sur le fanion.
En 2012, après cinquante ans de présence, le 7e BCA quitte Bourg-Saint Maurice et s'installe à Varces, près de Grenoble, aux côtés du 93e régiment d'artillerie de montagne et de l'état-major de la 27e brigade d'infanterie de montagne. En juillet 2017, le changement de chef de corps est l'occasion d'un défilé des troupes du 7e bataillon de chasseurs alpins dans l'ancienne caserne de Bonne à Grenoble.

## Le bataillon aujourd'hui

### Subordinations
Le 7e bataillon de chasseurs alpins fait partie de la 27e brigade d'infanterie de montagne de la 1re division blindée.

### Organisation
- 4 compagnies de combat.
- 1 compagnie de combat de réserve.
- 1 compagnie d'appui (CA), au sein de laquelle est intégrée une section du Groupement de commandos de montagne).
- 1 compagnie de commandement et de logistique.
- Le bureau opération instruction

### Matériels et armement
Véhicules :
- VAB
- VHM
- PVP
- VBL
- TRM 2000
- GBC 180

Armement :
- HK416
- HK417
- Glock 17
- AT4CS
- LGI
- FAMAS
- Minimi
- FR-F2
- MILAN
- ERYX
- Mortiers de 81mm LLR

### Opérations extérieures depuis 2000
- 2000 : Tchad - opération Épervier
- 2001 : Kosovo - opération Trident

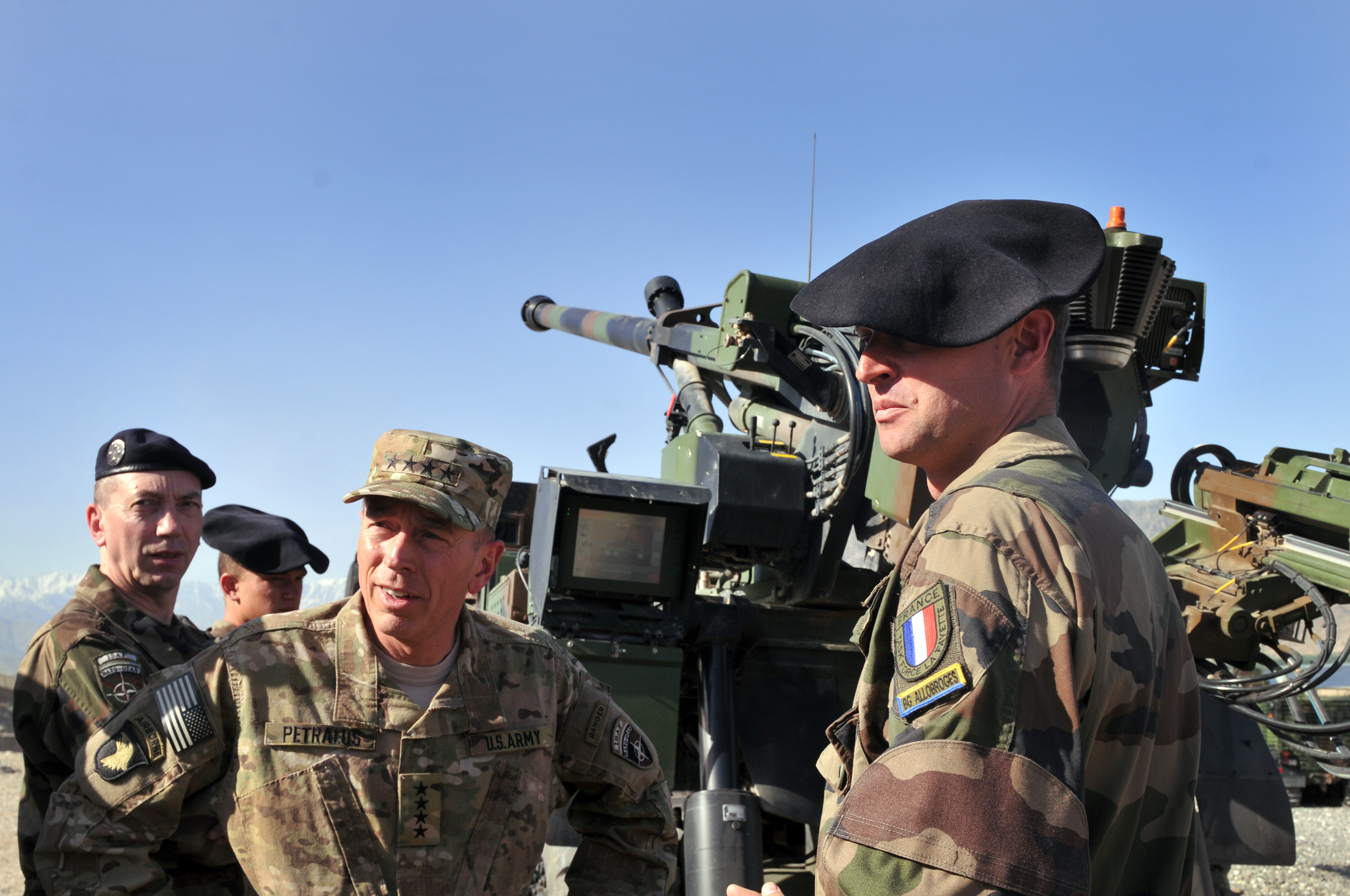
Le général David H. Petraeus avec des hommes du 7e bataillon de chasseurs alpins devant un Caesar employé par les forces françaises en Afghanistan en avril 2011.

- 2002 : Afghanistan - opération Pamir
- 2003 : Côte d’Ivoire - opération Licorne
- 2003 : Tchad - opération Épervier
- 2005 : Côte d’Ivoire - opération Licorne
- 2005 : Kosovo - opération Trident
- 2006 : Liban - opération Baliste
- 2007 : Côte d'Ivoire - opération Licorne
- 2008 : Afghanistan - opération Pamir
- 2008 : Tchad, Centrafrique - EUFOR Tchad/RCA
- 2010 : Afghanistan - opération Pamir
- 2014 : Mali - opération Serval
- 2015 : Centrafrique - opération Sangaris
- 2019 : Mali - opération Barkhane
- 2019 : Niger - opération Barkhane

## Traditions

### Insigne
L'insigne du 7e BCA se compose d’un cor, symbole des chasseurs et d’un diable. Les origines du diable remontent à la bataille de l’Hartmannswillerkopf pendant la Première Guerre mondiale. Impressionnés par la détermination des chasseurs durant les combats, les Allemands les surnommèrent "schwartz teufel", diables noirs, dû à la couleur bleu sombre de leur tenue, transformé en « Diables bleus ».

### Devise
- De fer et d'acier

### Refrain
« Bataillon, bataillon, bataillon de fer, 

Bataillon, bataillon, bataillon d'acier »

### Drapeau
Comme tous les autres bataillons et groupes de chasseurs, le 7e BCA  ne dispose pas d'un drapeau propre.

### Décorations

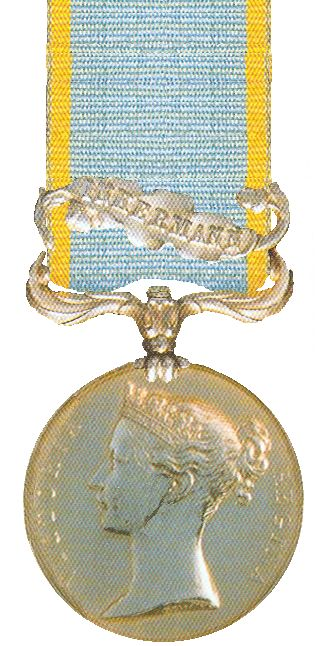
Médaille de Crimée
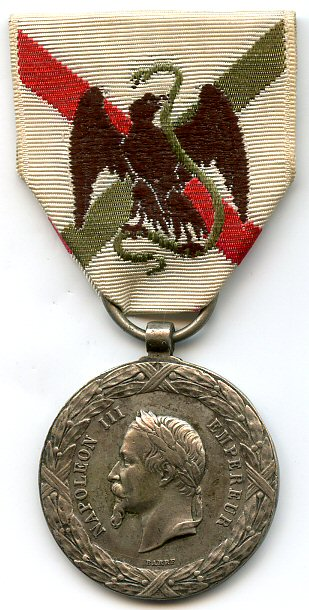
Médaille commémorative de l'expédition du Mexique
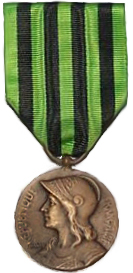
Médaille commémorative de la guerre 1870-1871
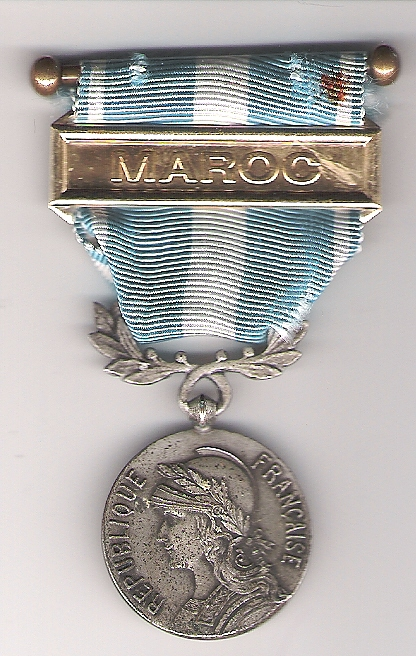
Médaille coloniale avec agrafes "Tunisie" et "Maroc"
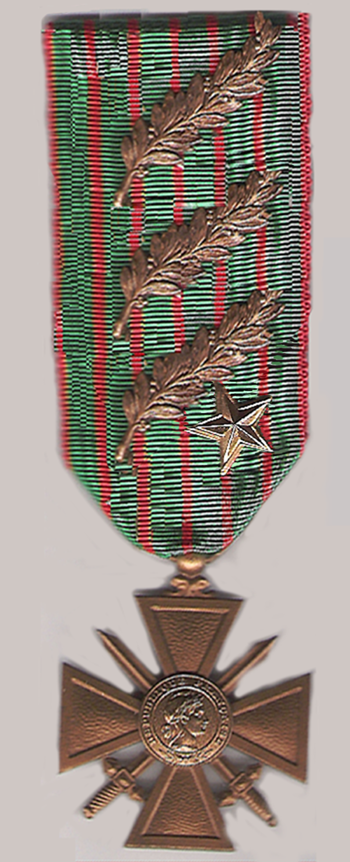
Croix de guerre 1914-1918 avec trois palmes et une étoile d'argent

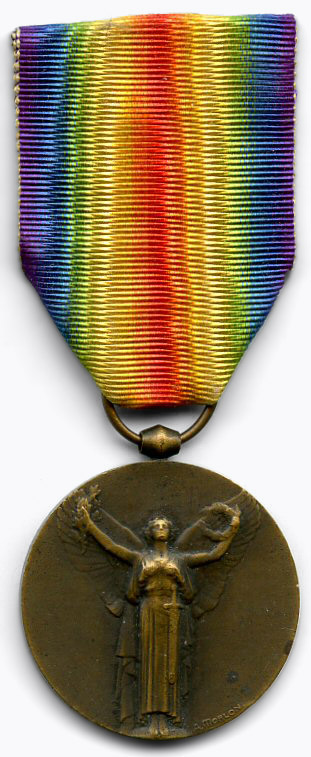
Médaille interalliée de la Victoire
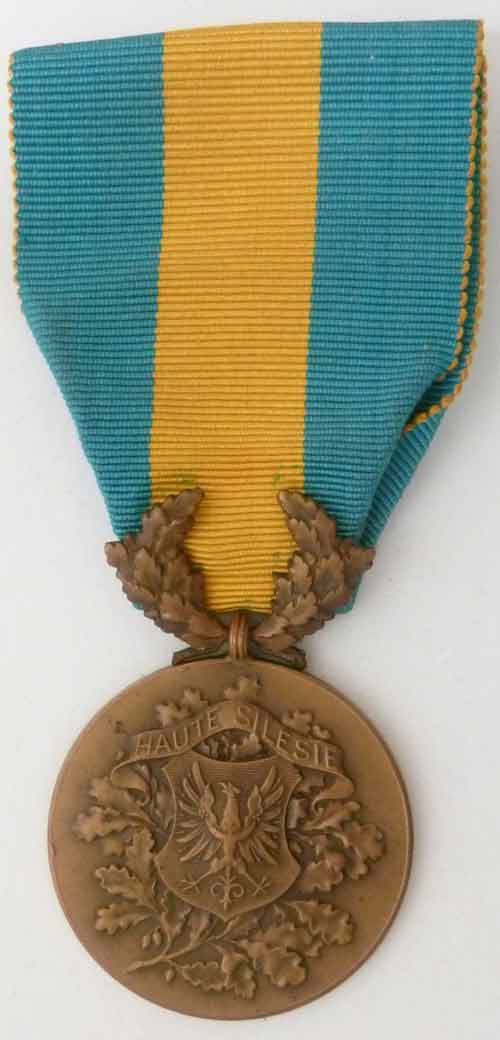
Médaille commémorative de Haute-Silésie
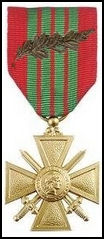
Croix de guerre 1939-1945 avec un palme
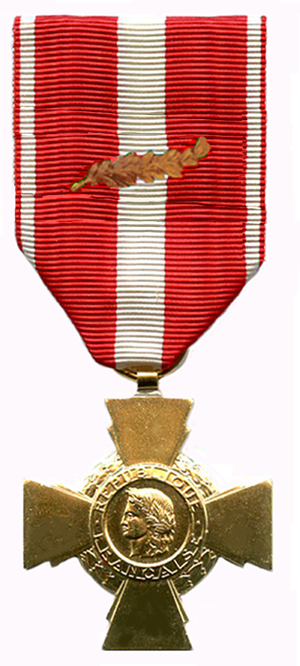
Croix de la Valeur militaire avec une palme
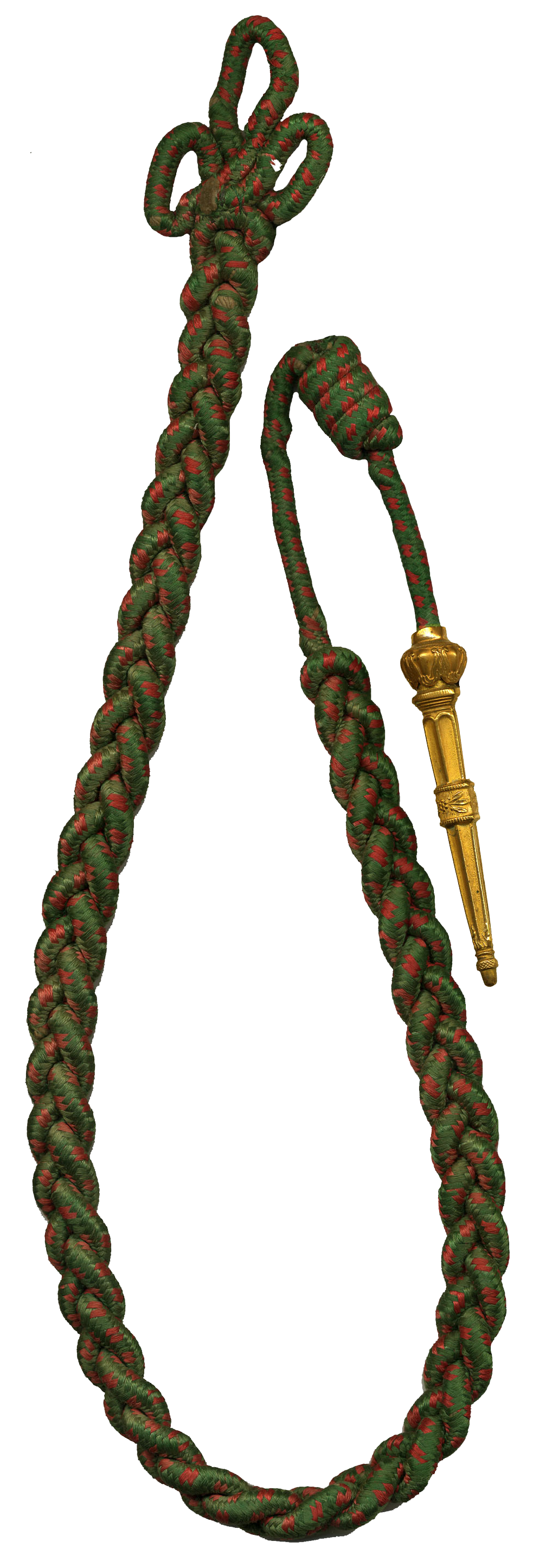
Fourragère 1914-1918.

### Les marraines
La tradition de la marraine du bataillon est instaurée au cours de la guerre d'Algérie. L'usage veut que le rôle soit confié à une descendante du créateur des chasseurs à pied, Ferdinand-Philippe d'Orléans. Ainsi se sont succédé :
- Isabelle d'Orléans (1900-1983), comtesse d'Harcourt puis princesse Murat, sœur d'Henri d'Orléans (comte de Paris de 1929 à 1999) ;
- Hélène d'Orléans (née en 1934), nièce de la précédente, fille de Henri d'Orléans, comtesse de Limburg-Stirum par son mariage avec le comte Evrard, sœur aînée du sous-lieutenant François d'Orléans, tué en Algérie dans les rangs du bataillon ;
- Marie d'Orléans (née en 1959), nièce de la précédente, princesse de Liechtenstein par son mariage avec le prince Gundakar. Marraine depuis 2009.

### Jumelage
Le  7e BCA a été jumelé avec le 3e Régiment de Chasseurs Ardennais de Vielsalm, Belgique, le 21 mai 1970. Si le 3e RCha est dissous, des relations amicales sont néanmoins maintenues, les Chasseurs Ardennais sont présents lors de certaines cérémonies.
Le 7e BCA a été jumelé avec le SNLE L'Inflexible jusqu'au retrait du service de celui-ci en 2008. La tradition du jumelage se poursuit alors avec le SNLE Le Triomphant. En octobre 2017, en l'honneur du bataillon, le tube lance-missiles no 7 du sous-marin est baptisé avec la devise « De fer et d'acier ».

## Chefs de corps
| - 1840 : chef de bataillon Repond - 1845 : chef de bataillon Foltz - 8 novembre 1847 : chef de bataillon Jules de Saint-Pol - 1851 : chef de bataillon Pissonnet de Bellefonds - 1854 : chef de bataillon Maurice - 1858 : chef de bataillon Collavier d'Albici - 1863 : chef de bataillon Bréart - 1867 : chef de bataillon Coste - 1870 : chef de bataillon Rigaud - 1870 : chef de bataillon Gallimard - 1871 : chef de bataillon Dubois - 1875 : chef de bataillon Dimoff - 1877 : chef de bataillon Jeannerod - 1881 : chef de bataillon Paquié - 1885 : chef de bataillon Santelli - 1889 : chef de bataillon Ladoux - 1895 : chef de bataillon P L F de Carbonnier de Marsac - 1905 : chef de bataillon Dapoigny - 1908 : chef de bataillon Demaret - 1910 : chef de bataillon Neltner - 1913 : chef de bataillon Goubeau - 1914 : chef de bataillon Helle - 1915 : chef de bataillon Lardant - 1917 : chef de bataillon Clément-Grancourt - 1917 : chef de bataillon Roze des Ordons | - 1918 : chef de bataillon Barbeyrac de Saint-Maurice - 1918 : chef de bataillon Burtaire - 1919 : chef de bataillon Tissot - 1925 : chef de bataillon Chapouilly - 1928 : chef de bataillon Barthélemy - 1930 : chef de bataillon Humbert - 1932 : chef de bataillon Blanc - 1934 : chef de bataillon Puech - 1936 : chef de bataillon Francou - 1938 : chef de bataillon Soutiras - 1944 : chef de bataillon Bulle - 1944 : chef de bataillon Lorin - 1945 : chef de bataillon de Buttet - 1948 : chef de bataillon Delcros - 1950 : chef de bataillon Gambotti - 1952 : chef de bataillon Klein - 1954 : chef de bataillon Damez-Fontaine - 1956 : chef de bataillon Granotier - 1958 : chef de bataillon Gallais - 1959 : chef de bataillon Trannoy - 1961 : chef de bataillon Leuba - 1963 : chef de bataillon Brun - 1963 : lieutenant-colonel Le Gall - 1965 : chef de bataillon Lepage - 1966 : lieutenant-colonel Tabouis | - 1968 : chef de bataillon Lestien - 1970 : chef de bataillon Roubaud - 1972 : chef de bataillon Monicat - 1974 : lieutenant-colonel Turbet-Deloff - 1976 : lieutenant-colonel Giraud - 1978 : lieutenant-colonel Ruault - 1980 : lieutenant-colonel Duval - 1982 : colonel André - 1984 : colonel Meyer - 1986 : colonel Morel - 1988 : colonel Quenault - 1990 : colonel Sommerer - 1993 : colonel Delawarde - 1995 : colonel Blervaque - 1997 : colonel Friedling - 1999 : colonel Foucaud - 2001 : colonel Corbet - 2003 : colonel Bizeul - 2005 : colonel Besse - 2007 : colonel Michon - 2009 : colonel Gardy - 2011 : colonel Didier - 2013 : colonel Catar - 2015 : colonel André - 2017 : colonel James | - 2019 : colonel Tinchon - 2021 : colonel Le Calvez - 2023 : colonel Lazerges |  |

## Personnalités ayant servi au sein du bataillon
- Maxime Blasco
- Jules Aimé Bréart
- Jean Bulle
- Yannick Lallemand, aumônier du bataillon de 1970 à 1972.
- François d'Orléans
- Robert d'Orléans
- Emile Paganon
- Paul Soutiras